# LEMONADE by Lemonica
LEMONADE by Lemonica（レモネード・レモニカ）は、レモネード専門のブランドの登録商標である。
商標は日本および米国、中国、マドリッドプロトコル加盟の欧州諸国にて登記されている。
株式会社レモネード・レモニカは、石川県金沢市に本社を置く、スタンド型レモネード専門店 LEMONADE by Lemonicaなどを展開している日本の企業である。

## 概要
2017年11月に創業者・河村征治が石川県金沢市でスタンド型レモネード専門店「LEMONADE by Lemonica」を開店。
金沢随一のファッションビル「金沢FORUS（フォーラス）」にてパン専門店の片隅からスタートさせた店舗だったが、のちにフランチャイズ展開を開始し、2017年11月にフランチャイズチェーン運営を目的として株式会社レモネード・レモニカを設立。フランチャイズ展開を推し進める一方で、さまざまな実験店舗も展開している。
過去に、『LEMON by LEMONADE LEMONICA』を東京渋谷フクラスに出店し、アルコール類やレモンサワーにあう軽食も提供していたが、閉店した。
2022年9末現在、『LEMONADE by Lemonica』96店舗展開している。更に新しい形態として、イギリスロンドンにてポップアップ店舗を2022年6月から展開している。

## 沿革
- 2019年09月　マルガージェラートとコラボ[4]
- 2020年02月　世界のパティシエ辻口博啓氏とのコラボ レモンケーキ販売開始[5]
- 2020年07月　事前注文決済機能オリジナルスマートフォンアプリ「アプリチューモン」スタート
- 2021年08月　森永乳業株式会社とコラボ「ぶどうレモネード byレモニカ」[6]
- 2021年09月　アップサイクルしたオリジナルジャムを開発「フードロス問題解決」へ[7]
- 2021年10月　同社初のレモンサワー監修[8]（販売：宝酒造株式会社）
- 2022年03月　同社1号店の金沢フォーラス1店リニューアルオープン
- 2022年07月　森永乳業株式会社とコラボ「ピンクレモネード by レモニカ」[9]
- 2022年09月　96店舗目　LEMONADE by Lemonica 徳島アミコ店　グランドオープン[10]

## メニュー
- オリジナルレモネード
- ソーダレモネード
- アクアレモネード
- ピーチソーダレモネード
- キウイソーダレモネード
- フローズンレモネード

## 店舗

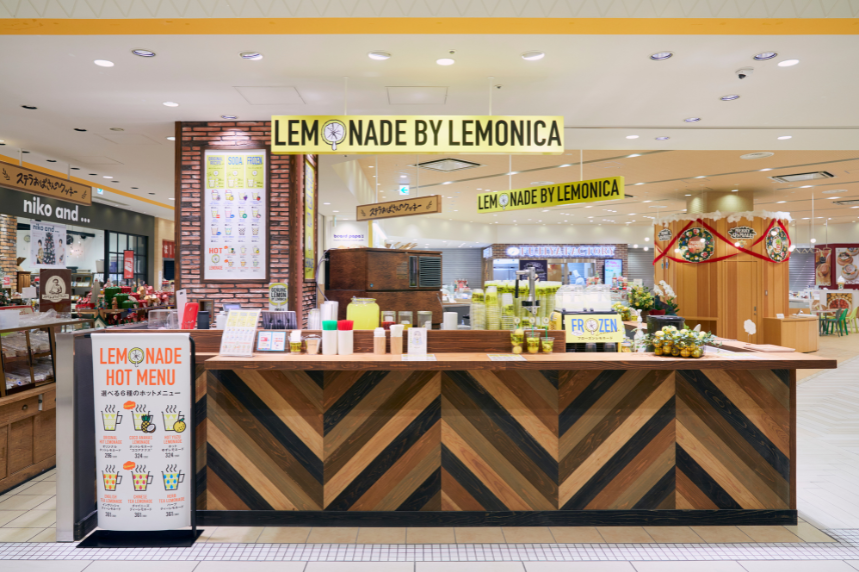
大阪 あべのキューズモール店
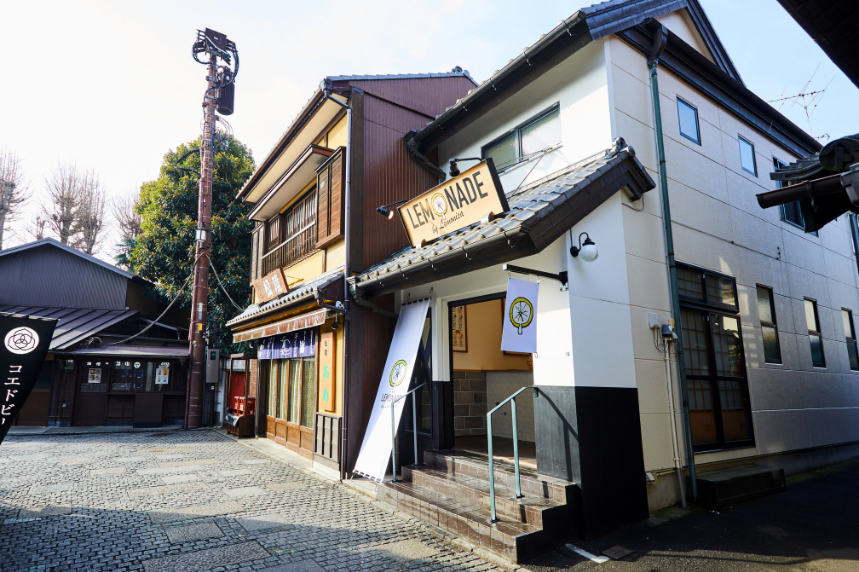
埼玉 川越店
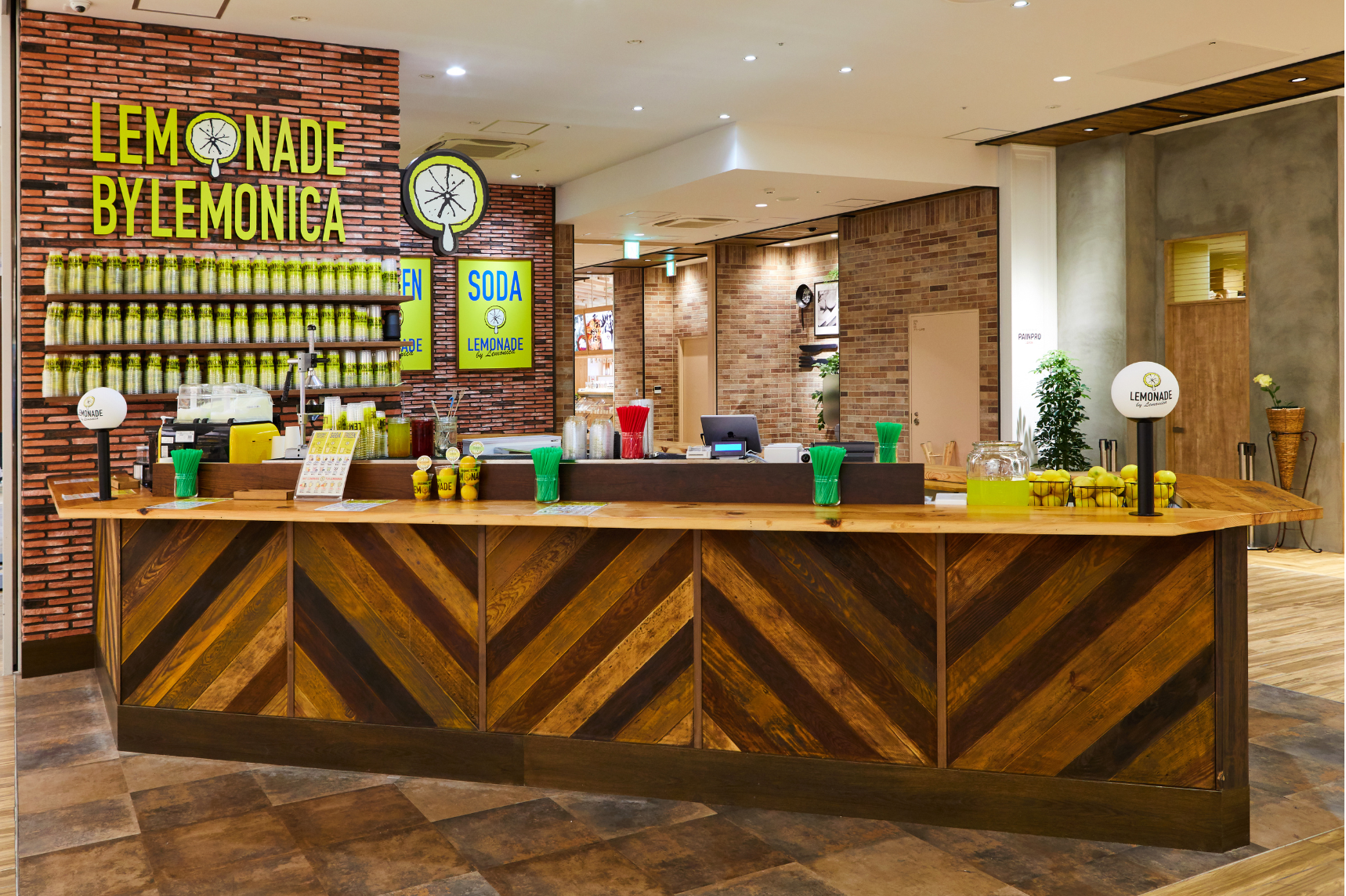
東京 OPA八王子

## スマートフォンアプリ
- 「レモニカアプリチューモン」iPhone用アプリ AppStore
- 「レモニカアプリチューモン」Android用アプリGooglePlayStore